# Półwyspiarze
Półwyspiarze (hiszp. peninsulares) – jedna z kast społecznych w hiszpańskich koloniach położonych w Amerykach. Mianem „Półwyspiarzy” określano białą, hiszpańskojęzyczną ludność urodzoną na Półwyspie Iberyjskim, w odróżnieniu od hiszpańskojęzycznych kreoli – białych urodzonych w koloniach.
Półwyspiarze byli najwyższą kastą społeczną, zajmowali wysokie stanowiska w rządach i administracji kolonialnej. Innymi, stojącymi niżej kastami byli: Kreole (biali urodzeni w koloniach), Metysi (ludność mieszanego, europejsko-indiańskiego pochodzenia), Mulaci (ludność mieszanego, europejsko-afrykańskiego pochodzenia), Indianie, Zambosi (ludność mieszanego, afrykańsko-indiańskiego pochodzenia) i na samym końcu Czarni. Półwyspiarzy w czasie wojen o niepodległość kolonii obraźliwie określano mianem godos (od „Visigodo”, czyli – z hiszpańskiego – Wizygotów, którzy najechali i podbili Iberię w V w. n.e.), ze względu na ich lojalistyczną postawę wobec metropolii.
Półwyspiarze byli urzędnikami najwyższego szczebla i wielkimi posiadaczami ziemskimi. Większość z nich nie czuła związku z koloniami, traktując pobyt tutaj jako okazję do dorobienia się. Narzucali więc niekorzystne dla miejscowych prawa i podatki, bronili również monopolu Hiszpanii na handel ze swoimi posiadłościami. Doprowadzało to do konfliktów z kreolami.

## Współczesne użycie
W dzisiejszych czasach termin ten funkcjonuje w Gwinei Równikowej, gdzie nazywa się tak białych, oraz na Wyspach Kanaryjskich, gdzie mianem półwyspiarzy określa się Hiszpanów pochodzących spoza nich. Określenie to funkcjonuje także na Filipinach, gdzie dotyczy nie tylko białych potomków Hiszpanów, ale również białą ludność anglojęzyczną.

## Inne użycia nazwy
Hiszpańska firma produkująca wyroby tytoniowe nazywała się Peninsulares.